# Суханов, Александр Григорьевич
Александр Григорьевич Суханов  (1 июня 1921, Шкотово — 28 мая 2013, Владивосток) — советский и российский учёный-астроном, доктор физико-математических наук, профессор, член Российского астрономического общества. Заслуженный работник высшей школы Российской Федерации (1999).

## Биография
Родился в селе Шкотово Приморского края 1 июня 1921 года в семье фермера.
В школу пошел в 1929 году, обучался вначале в школе № 10, а затем в средней школе № 13 г. Владивосток.
1939—1940 — учёба в аэроклубе, курсы инструкторов противовоздушной и химической обороны, начальник группы самозащиты средней школы № 13 Владивостока. В течение 2-х лет, в 9 и 10 классах, — секретарь комсомольской организации школы.
В 1941 году окончил среднюю школу № 13, г. Владивосток и сразу был призван в действующую армию.
1941—1942 годы — Хабаровская школа пилотов, Спасская школа авиаспециалистов.
1943—1946 годы — старший сержант, стрелок-радист 815 дальнебомбардировочного авиаполка 113 АДД, участник боевых действий в рядах Советских вооруженных сил на фронтах Великой Отечественной войны (Орловско-Курской битвы, Карельского фронта, в Польше, Монголии, Маньчжурии).
В 1946 году поступил во Владивостокский государственный педагогический институт (ВГПИ), который окончил в 1951 году по специальности физика и математика. Студенческим наставником был профессор Александр Евгеньевич Крафт (1902—1953).
1951—1955 — заведующий лаборатории астрономии, ассистент, старший преподаватель ВГПИ.
1956—2010 — старший преподаватель (экспедиция на о. Симушир по наблюдению полного затмения Солнца), заведующий кафедрой астрономо-геодезии, доцент и профессор кафедры общей физики, доцент и профессор кафедры астрономии и геодезии ДВГУ.
В 1980 году защитил кандидатскую диссертацию по фотографированию спутников Земли малой яркости в Московском государственном университете, специальность астрономия.
В качестве члена Головного Совета по астрономии при Минвузе РСФСР курировал изучение проблем астероидной и кометной безопасности Земли (1978—1988).
Ученое звание профессора по кафедре общей физики присвоено в 2005 году.
Умер во Владивостоке 22 февраля 2013 года. Похоронен на Морском кладбище.

## Научная деятельность
Основные научные результаты получены в связи с исследованиями по актуальным проблемам открытия, радиоастрономического наблюдения, исследования и астрофотографирования космических объектов. Специалист по вопросам астрономии и астрометрии.
Участник работ по развитию навигации космических полетов в рамках государственного задания. Организатор станции наблюдения космических объектов в Приморском крае.

## Образовательная деятельность
В качестве члена Головного Совета по астрономии при Минвузе РСФСР курировал изучение проблем астероидной и кометной безопасности Земли (1978—1988).
Внес значительный вклад в реализацию государственной политики в области образования и науки, развитие Дальневосточного государственного университета, совершенствование системы подготовки высококвалифицированных специалистов для отраслей экономики Дальнего Востока (благодарственное письмо полпреда Президента Российской Федерации в ДВФО В. И. Ишаева, 2009).
В качестве заведующего кафедрой и руководителя НИР обеспечил поддержку формирования научных результатов диссертаций выпускников, из которых кандидатами наук стали 27 человек, докторами наук — 7 человек по тематике наук о Земле. Вел лекционные курсы: «Общая астрономия», «Небесная механика», «Фундаментальные постоянные».

## Общественная деятельность
Инициатор и активный участник восстановления в ДВГУ кафедры астрономии и геодезии в 1960, 1990 годах, разработки концепции развития кафедры до 2015 года, формирования научно-педагогического коллектива.
Прочитал более 300 лекций по астрономии по линии общества «Знание» (с 1947 года), читал лекции по линии Института повышения квалификации учителей (с 1951 года), устанавливал научные связи с вузами.

## Награды, признание
- «Заслуженный работник высшей школы Российской Федерации» (1999),
- «Почетный геодезист Российской Федерации» (2000).
- Орден Отечественной войны 2-й степени,
- Медали: «За отвагу», «За боевые заслуги», «За взятие Берлина», «За победу над Германией», «За победу над Японией», «За оборону советского Заполярья»
- почетные грамоты, благодарственные письма.

## Память
В доме-музее семьи Сухановых, где было много выдающихся людей, составивших славу Дальнего Востока России, организована выставка, в «космическую» экспозицию которой вошли уникальные книги, журналы и атласы из коллекции Александра Григорьевича Суханова, его личные вещи и документы, а также коллекция демонстрационных слайдов на стекле, с помощью которых Суханов готовил лекции для своих студентов.

## Семья
- Дед — статский советник Александр Васильевич Суханов (15 августа 1853 — 17 июля 1921), управляющий Южно-Уссурийским округом (1889—1916)[10]. Награждён орденами Владимира 4-й степени, Анны 2-й степени, Станислава 2-й и 3-й степеней и др.
- Отец — Григорий Александрович Суханов, фермер. Окончил Казанский университет по отделению агробиологии (1904) и вернулся в Приморье[11].
- Мать — Елена Григорьевна Суханова, домохозяйка. Окончила гимназию во Владивостоке с золотой медалью.
- Дядя — Константин Александрович Суханов — русский революционер, большевик, российский политический деятель, активный участник и один из руководителей революционного движения на Дальнем Востоке.
- Племянник — Суханов Константин Георгиевич — советский, российский учёный, специалист в области механики полета и процессов управления. Лауреат Государственной премии СССР (1982)[12].